# Озориу, Ана де Каштру
А́на де Ка́штру Озо́риу (порт. Ana de Castro Osório, 18 июня 1872, Мангуалди — 23 марта 1935, Лиссабон) — португальская детская писательница, журналистка, педагог, феминистка и республиканская активистка.
Входила в состав  благотворительного феминистского движения Cruzada das Mulheres Portuguesas.

## Биография
Ана де Каштру Озориу родилась в обеспеченной семье 18 июня 1872 года. Её отец был судьёй. 
В 1889 году Озориу вышла замуж за поэта Паулину де Оливейра, у них было двое детей.

## Наследие
В 1976 году мэрия Лиссабона приняла решение назвать в честь Аны де Каштру Озориу улицу в зоне Quinta dos Condes de Carnide, в Карниде.
В Библиотеке Белем (Лиссабон), имеется специализированная Библиотека Ана де Каштру Озориу.

## Некоторые произведения
- Для детей:
  - Традиционные португальские сказки, 10 томов
  - Сказки и басни народной португальской традиции
  - Сказки братьев Гримм (перевод с немецкого)
  - Душа детская
  - Животные, 1903
  - Хорошие дети
  - Истории выбраны (перевод с немецкого)
  - Путешествия Фелисиу и Фелизарды на Северный полюс, 1920
- Несчастные: истории из жизни, 1892
- Четыре Повести, 1908
- Амбиции: роман. Лиссабон, Гимарайнш Libânio, 1903.
- Хорошо проповедует Брат Томас (комедия), 1905
- Детский Театр
  - Комедии Лили, 1903
  - Проповедь г-на Кьюра, 1907
- Великий Союз: Моя Пропаганда в Бразилии. Лиссабон: Ed. «Лузитания», 1890.
- В Garrett в свой первый столетний юбилей, 1899
- Моя Родина
- Женщина в браке и в разводе, 1911.
- Португальским женщинам. Лиссабон: Вдова Таварес Кардозу, 1905.